# カンバーランド郡 (メイン州)
カンバーランド郡（英: Cumberland County）はアメリカ合衆国メイン州内に位置する郡である。人口は30万3016人（2020年）で、州内最大である。郡庁所在地はポートランドである。

## 地理
アメリカ合衆国統計局によると、この郡は総面積3,152 km2 (1,217 mi2) である。このうち2,164 km2 (836 mi2) が陸地で988 km2 (381 mi2) が水地域である。総面積の31.34%が水地域となっている。

### 隣接する郡
- アンドロスコッギン郡 - 北
- サガダホク郡 - 東
- ヨーク郡 - 南西
- オックスフォード郡 - 北西

## 人口動勢
2000年国勢調査で、この郡は人口265,612人、107,989世帯、及び67,709家族が暮らしている。人口密度は123/km2 (318/mi2) である。57/km2 (147/mi2) の平均的な密度に122,600軒の住宅が建っている。この都市の人種的な構成は白人95.74%、アフリカン・アメリカン1.06%、先住民0.29%、アジア1.40%、太平洋諸島系0.04%、その他の人種0.35%、及び混血1.13%である。ここの人口の0.95%はヒスパニックまたはラテン系である。
この郡内の住民は23.30%が18歳未満の未成年、18歳以上24歳以下が8.40%、25歳以上44歳以下が31.30%、45歳以上64歳以下が23.60%、及び65歳以上が13.30%にわたっている。中央値年齢は38歳である。女性100人ごとに対して男性は93.80人である。18歳以上の女性100人ごとに対して男性は90.20人である。
この郡内の世帯ごとの平均的な収入は44,048米ドルであり、家族ごとの平均的な収入は54,485米ドルである。男性は35,850米ドルに対して女性は27,935米ドルの平均的な収入がある。この郡の一人当たりの収入 (per capita income) は23,949米ドルである。人口の7.90%及び家族の5.20% は貧困線以下である。全人口のうち18歳未満の9.10%及び65歳以上の7.40%は貧困線以下の生活を送っている。

## 都市及び町
- ボールドウィン (Baldwin)
- ブリッジトン
- Brunswick Station
- ブランズウィック
- ケープエリザベス
- Casco
- カンバーランドセンター (Cumberland Center)
- カンバーランド (Cumberland)
- Falmouth Foreside
- ファルマス
- Freeport
- Frye Island
- ゴーラム
- Gray
- Harpswell
- ハリソン (Harrison)
- w:Higgins Beach
- Little Falls-South Windham
- ロングアイランド (Long Island)
- ネープルズ（英語版） (Naples)
- New Gloucester
- ノースウィンドハム (North Windham)
- North Yarmouth
- ポートランド（郡庁所在地）
- Pownal
- レイモンド (Raymond)
- スカボロー
- Sebago
- サウスポートランド
- スタンディッシュ
- ウエストブロック (Westbrook)
- ウィンダム
- Yarmouth